# Alvis Saladin
L'Alvis Saladin, abbreviazione del nome ufficiale FV601(C) Armoured Car 76 mm Gun (Alvis Saladin Mk 2 6 × 6), è un autoblindo britannica a sei ruote motrici, concepita a partire dal 1946 come rimpiazzo delle pari classe utilizzate durante la seconda guerra mondiale. Il Saladin si rivelò una discreta macchina bellica sia per le qualità di marcia, sia per l'armamento, che lo rese capace di tenere testa alla prima generazione di carri armati ideati nel contesto della Guerra fredda. Ritirato dal 1975, è stato sostituito nei compiti di ricognizione dai cingolati FV101 Scorpion.

## Storia

### Sviluppo
Dopo la fine della seconda guerra mondiale l'esercito britannico schierava nel campo dei veicoli leggeri due modelli principali di autoblindo, l'AEC Mk III e la Daimler che avevano avuto un intenso uso durante il conflitto; tuttavia questi veicoli vennero ritenuti non più affidabili e perciò nel gennaio 1946 fu inviata una richiesta per una nuova autoblindo, che confluì nella famiglia di automezzi bellici FV600 costruiti dalla ditta Alvis e accomunati dall'iniziale del nome, la lettera "S". I lavori sul nuovo mezzo indicato con la sigla FV601(A) ebbero inizio presso il Fighting Vehicles Design Department ("dipartimento di progettazione di veicoli da combattimento"), successivamente evolutosi nel Fighting Vehicles Research and Development Establishment ("stabilimento di ricerca e sviluppo di veicoli da combattimento"): il veicolo doveva avere spazio sufficiente per un equipaggio di tre uomini e montare un cannone da 40 mm, coadiuvato da un adattatore "Little John" per incrementare la velocità di uscita della granata. Tuttavia nel febbraio 1948 questo pezzo d'artiglieria fu scartato per le sue ormai modeste prestazioni e fu contattato l'Armament Design Establishment di Fort Halstead ("stabilimento progettazione armi") per l'ideazione di un nuovo cannone da 76 mm, denominato Royal Ordnance L5; lo sviluppo di tale arma fu però lento e solo nel 1953 venne portato a termine con successo.
Nel frattempo, durante il 1947, era stato stipulato un contratto con la Alvis Limited di Coventry per la realizzazione di due prototipi dell'FV601: il primo simulacro venne consegnato nel 1948 ed era armato del cannone da 40 mm rifiutato dall'esercito; la meccanica era invece la medesima dell'FV603 Saracen, un trasporto truppe corazzato. I due veicoli furono pronti nel 1953 ma la Alvis non poté però continuare a seguire il progetto dell'FV601 proprio perché coinvolta nel concepimento dell'FV603, la cui necessità era particolarmente sentita nella colonia britannica della Malaysia, che in quegli anni stava combattendo per rendersi indipendente. La Alvis si concentrò dunque su tale priorità e la programmata preserie di 6 esemplari, tutti denominati FV601(B), venne spostata alla Crossley Motors di Stockport (Cheshire) che la completò nel 1955: il gruppo di autoblindo presentava una torretta con una sagoma diversa da quella dei primi prototipi, così come erano differenti le strumentazioni ottiche e i portelli di accesso del comandante e del cannoniere. Il veicolo così ottenuto venne accettato dall'esercito sotto la designazione ufficiale "FV601(C) Armoured Car 76 mm Gun (Alvis Saladin Mk 2 6 x 6)".

### Produzione
La produzione venne autorizzata nel 1956 ma ebbe effettivamente inizio due anni più tardi a Coventry: il primo esemplare del Saladin venne consegnato nel 1959. La fabbricazione progredì fino al 1972 totalizzando 1 172 unità. Una fonte afferma invece che vennero costruiti 1 200 esemplari, il primo dei quali consegnato nel 1958.

### Impiego operativo

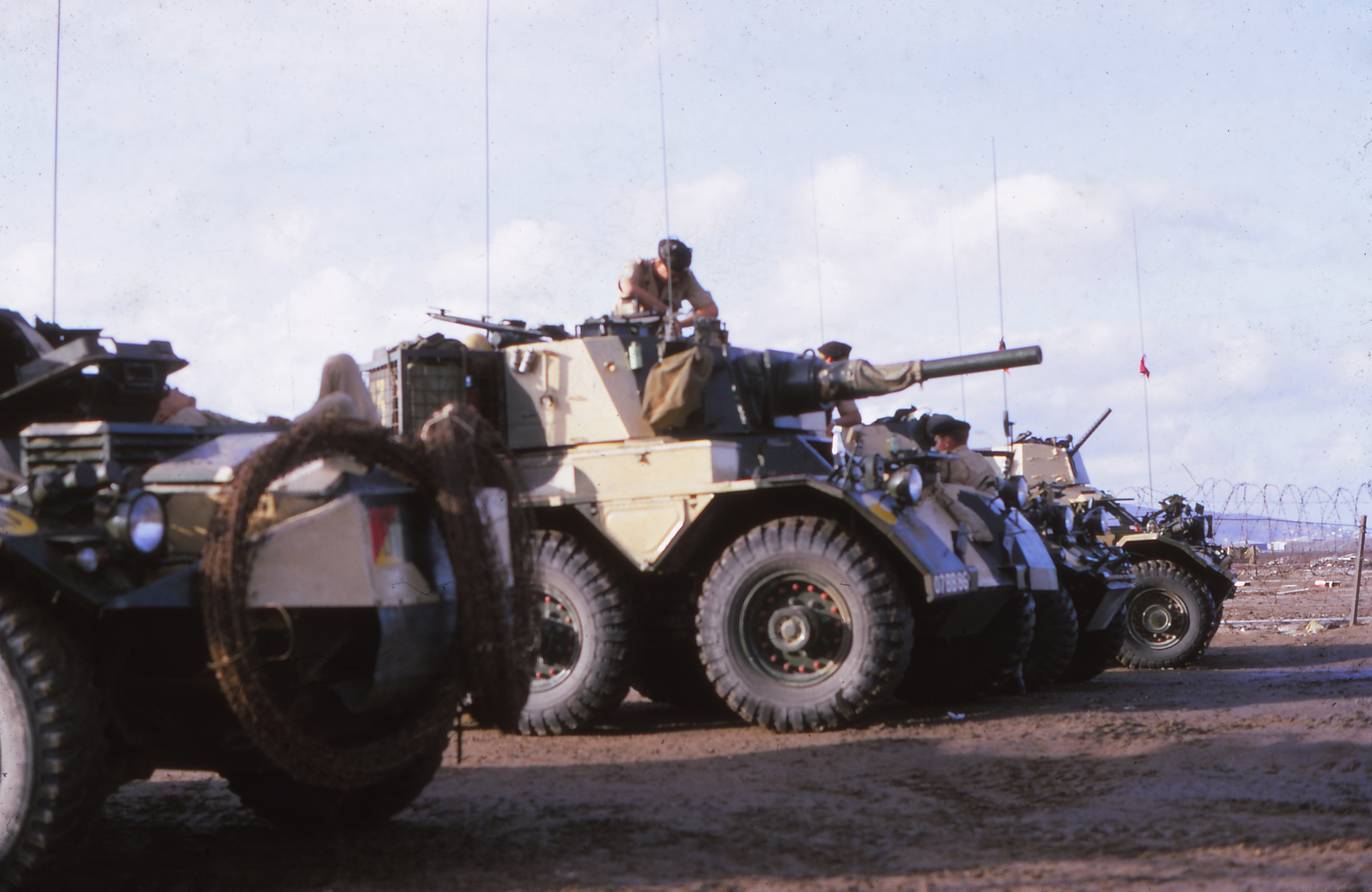
Uno dei Saladin schierati ad Aden durante il convulso periodo della lotta per l'indipendenza

Il Saladin ha prestato servizio attivo nell'esercito britannico dal 1959 al 1975. Nel 1974 gli autoblindo dello squadrone B in forza al reggimento 16/5 Queen's Royal Lancers hanno dato il loro contributo alla difesa dell'aeroporto di Nicosia, conducendo in seguito ricognizioni armate sotto la bandiera dell'ONU. A cominciare dal 1975 il Saladin è stato rimpiazzato con il blindato leggero Alvis Scorpion, un cingolato attualmente ancora in linea, escludendo le prime versioni dotate di cannone da 76 mm.
L'autoblindo ha riscontrato parecchio successo pure sul mercato internazionale a causa del non elevato prezzo e del non trascurabile armamento pesante, che l'hanno reso una valida alternativa ai carri armati per quelle nazioni che non dispongono di ingenti risorse finanziarie o che non intendono costruirsi una vasta forza corazzata; in particolare hanno attirato l'attenzione di Stati di recente costituzione e instabili sul piano interno. Nel complesso 557 Saladin sono stati perciò acquistati da diversi paesi del Medio Oriente, dell'Africa e dell'Asia. È noto che l'esercito del Kuwait adoperò i Saladin contro le forze armate terrestri irachene durante l'attacco a Kuwait City nell'estate 1990. Ancora nel 2009 il Saladin ha preso parte a operazioni militari condotte dalle forze armate regolari dello Sri Lanka e dell'Honduras.

## Caratteristiche
Lo scafo del Saladin era costruito interamente mediante saldatura e poggiava su 6 grandi ruote. La corazzatura inclinata, efficace contro armi fino al calibro di 12,7 mm e mine anticarro sotto i 10 chili, era spessa tra i 12 e i 14 mm sul lato anteriore, tra i 16 e i 14 mm sui fianchi, tra i 12 e i 10 mm sul cielo e tra i 12 e gli 8 mm sul fondo, mentre il retro era formato da una piastra che da 16 mm passava a 12 mm e quindi a 8 mm. La luce libera (distanza tra il fondo e il terreno) misurava 43,7 cm oppure 42,6 cm.
Si divideva in tre compartimenti: anteriore, centrale e posteriore. Il primo è la sede del pilota, che per osservare l'esterno disponeva di due periscopi No. 17 ai lati e di un terzo installato nella copertura del portello di accesso, ricavato nella piastra frontale del veicolo; questo si apriva verso l'esterno e in basso, abbattendosi sul muso inclinato del mezzo, e fungeva anche da via di fuga. Il secondo vano ospita la torretta, formata da lastre saldate il cui spessore massimo arriva a 32 mm in corrispondenza del mantelletto; in essa trovavano posto il cannoniere a sinistra e il comandante a destra, che assumeva anche il ruolo di caricatore. Ognuno aveva un personale portello di accesso ad anta singola, da aprire verso l'esterno e il retro della torretta: davanti a quello del comandante erano distribuiti quattro periscopi No. 17 mentre un quinto, sistemato su un perno per garantire una visuale a 360°, era installato nella parte posteriore; il cannoniere disponeva di un periscopio appena davanti al portello, da 6 ingrandimenti per le operazioni di fuoco e da 1 ingrandimento per l'osservazione. I portelli per la fuga si trovavano ai lati della torretta subito sotto l'anello di rotolamento; ve n'era anche uno posteriore, di piccole dimensioni e adibito a sorvegliare il tergo del veicolo, ma inadatto per il passaggio di un uomo. La corazzatura della torre arrivava a 30 mm sul davanti, 16 mm su lati e retro, 10 mm sul il tetto.

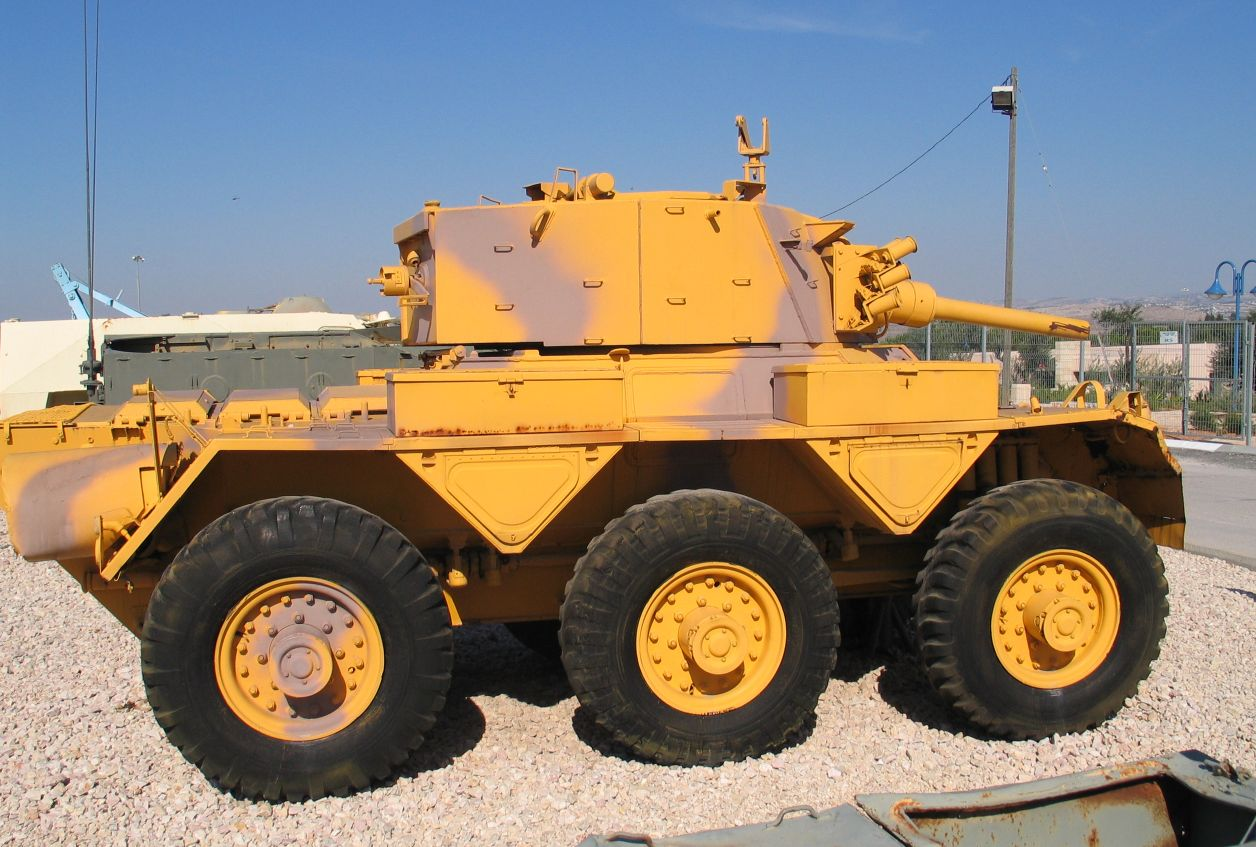
Un esemplare di Saladin esposto al Museo israeliano Yad la-Shirion

In torretta era stata concentrata l'intera dotazione offensivo-difensiva dell'autoblindo: nella piastra frontale era inserito un cannone Royal Ordnance L5A1 da 76 mm con blocco dell'otturatore a scorrimento verticale e freno di sparo idropneumatico; un ventilatore destinato ad aspirare i fumi dovuti all'impiego dell'arma era fissato a sinistra dietro il mantelletto. Il pezzo era in grado di sparare proietti ad alto esplosivo, HE/PRAC, HESH ("High Explosive, Squash Head"), SH/P, fumogeni BE e a mitraglia, tutti prodotti dalla Royal Ordnance Factory; erano disponibili anche granate illuminanti visto che l'autoblindo non era stata equipaggiata con sistemi adatti alla visione notturna. La scorta di munizioni comprendeva 42 colpi distribuiti in rastrelliere verticali all'interno del veicolo: 8 nel retro sulla sinistra, 11 tra il comandante e il cannoniere, 11 dietro il pilota alla sua destra e 12 alla sua sinistra. Coassiale al cannone si trovava una mitragliatrice Browning M1919A4 da 7,62 mm e una seconda identica arma automatica, vincolata a un supporto sulla destra del portello del comandante, serviva come difesa antiaerea a breve raggio. Ai lati del cannone, quali difesa passiva, erano stati saldati due complessi di lanciagranate fumogeni da 66 mm con sei bocche di fuoco ciascuno, il cui alzo fisso era stato calcolato per coprire una vasta area; erano attivati da un comando elettrico all'interno del mezzo. L'equipaggio, infine, era solito caricare a bordo un mitra Sten con 160 cartucce.

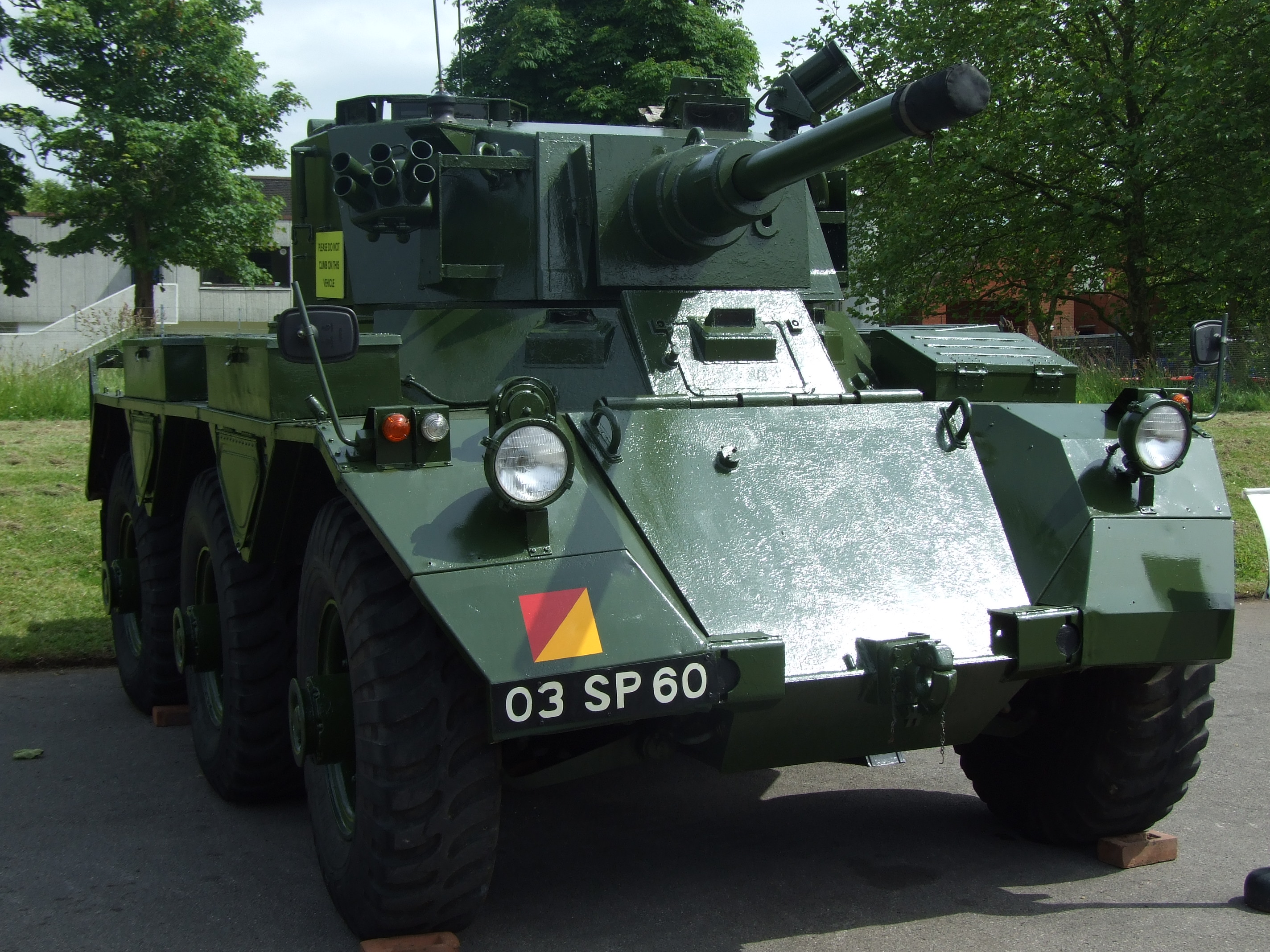
Il Saladin conservato all'Aldershot Military Museum, vista frontale di tre quarti

Il terzo e ultimo compartimento è il vano motore, separato dalla camera di combattimento mediante una parete tagliafuoco e provvisto di allarme antincendio; il pilota poteva comunque attivare un estintore automatico nel caso di incendio. L'apparato in uso era un Rolls-Royce B80 Mk 6A da 8 cilindri a benzina erogante 170 hp a 3.750 giri al minuto ed era servito da un serbatoio capace di 240 litri. Il raffreddamento si avvaleva di due ventilatori che aspiravano l'aria attraverso sei prese a persiana e la indirizzavano nel radiatore, e da qui l'aria usciva passando per alcune calandre ricavate nell'estrema parte posteriore dello scafo. Il motore era unito a un giunto idraulico Daimler a sua volta collegato a un cambio epiciclico Daimler con preselettore, apparato che trasferiva potenza al gruppo di rinvio: formato da un ingranaggio elicoidale e conico, incorporava sia un invertitore di marcia sia un differenziale di modo che era possibile adoperare le cinque velocità del cambio quali altrettante retromarce. Il gruppo di rinvio trasferiva quindi il moto a ogni estremità dell'ingranaggio e da cui, tramite alberi di trasmissione, all'asse anteriore e posteriore. Il treno di rotolamento era composto da 6 ruote motrici con passo di 1,524 metri, ciascuna dotata di due connessioni articolate, una inferiore e una superiore: quest'ultima dipendeva da una barra di torsione longitudinale fissata a un elemento tubolare, che la congiungeva allo scafo; ogni ruota era poi dotata di riduttori a epiciclo e due alberi di trasmissione con giunti universali la collegavano al gruppo. La sterzatura delle ruote anteriori e centrali era assistita da un meccanismo idraulico, i freni erano a disco da 38 cm di diametro e il freno a mano agiva contemporaneamente su tutti gli pneumatici. Da notare che se una o due ruote venivano danneggiate o distrutte, il veicolo poteva continuare a muoversi sulle quattro ruote rimanenti: espediente questo che aveva le sue origini nelle esperienze maturate durante il conflitto mondiale.
Nel complesso l'autoblindo Alvis Saladin era lungo 4,93 metri (oppure 5,28 metri includendo la volata del cannone) e alto 2,39 metri, con una larghezza di circa 2,50 metri; il peso in ordine di combattimento era di 11,59 tonnellate mentre a vuoto arrivava a 10,5 tonnellate. Il veicolo godeva di una buona mobilità: capace di gestire pendenze del 46% e arrampicarsi lungo declivi inclinati del 30%, era altresì in grado di affrontare ostacoli verticali da 46 cm, fossati larghi fino a 1,52 metri e senza preparazione poteva guadare oltre 1 metro d'acqua (profondità che aumentava a 2,13 metri dopo l'aggiunta delle attrezzature specializzate). La velocità su strada asfaltata raggiungeva i 72 km/h con il motore a pieno regime, mentre a media potenza era di circa 44 km/h; su terreni sconnessi la velocità di punta era di 32,2 km/h. L'autonomia su strada era pari a 402 chilometri, ridotta a 241 chilometri fuoristrada.
Dal punto di vista dell'abitabilità il Saladin era apprezzato dagli equipaggi e i comandi erano di intuitivo funzionamento; inoltre l'apparato motore e i ventilatori non generavano forti rumori e quindi era possibile un approccio silenzioso al bersaglio.
Il veicolo non disponeva di alcuna protezione NBC.

## Varianti
Nel 1991 la Alvis e la AF Budge Limited hanno annunciato la creazione di un programma di potenziamento del propulsore in uso sulle autoblindo Saladin: il motore proposto era un diesel Perkins 180 MTi erogante 180 hp. La sua adozione ha richiesto pochi marginali cambiamenti al vano posteriore e si tradusse in una maggiore autonomia, oltre ai vantaggi derivati da un consumo più contenuto di carburante e dalla ridotta tendenza a prendere fuoco. Sono stati inoltre operati interventi che hanno migliorato il raffreddamento, potenziato i freni, sostituito la trasmissione originale con una automatica, introdotto un nuovo apparato elettrico e un più efficace sistema antincendio. Nel 1994 la Alvis ha reso nota la sottoscrizione d'un contratto del valore di 10 milioni di dollari per fornire il pacchetto di modifiche ai Saladin, Saracen e Ferret appartenenti all'Indonesia. Una fonte riporta che il processo di ammodernamento dei Saladin indonesiani è stato portato a termine.

## Altri utilizzatori
- Bahrein: 8 esemplari.
- Honduras: 50 esemplari.
- Indonesia: 69 esemplari.
- Giordania: 40 esemplari.
- Kenya: 3 esemplari.
- Libano: 40 esemplari.
- Mauritania: 40 esemplari.
- Nigeria: 16 esemplari.
- Oman:  38 esemplari.
- Portogallo: 29 esemplari.
- Sierra Leone: 4 esemplari.
- Sri Lanka: 26 esemplari.
- Sudan: 90 esemplari.
- Tunisia: 24 esemplari.
- Emirati Arabi Uniti: 20 esemplari.
- Yemen: 60 esemplari.[1]

Il Saladin è stato inoltre acquistato in un numero non precisato di unità dalla Germania Ovest, dalle Maldive e dall'Australia.